# Hermann Wirth (Maler, 1877)

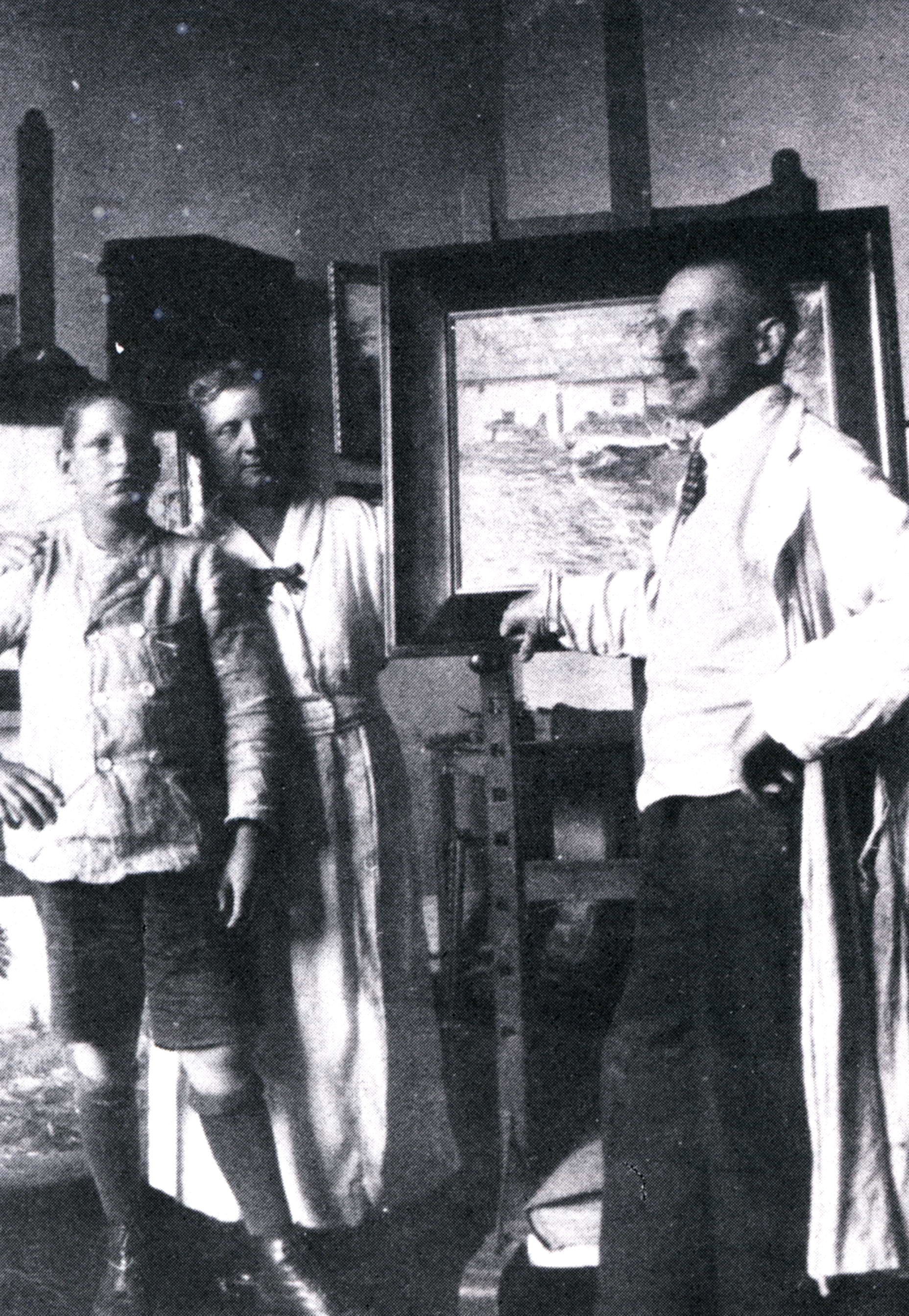
Hermann Wirth mit Frau und Sohn (1920)

Hermann Wirth (* 31. März 1877 in Zoar (Neufundland und Labrador), Kanada; † 18. November 1956 in Neuwied) war ein deutscher Maler, Zeichner und Grafiker.

## Leben
Wirth entstammte einer Missionarsfamilie der Herrnhuter Brüdergemeine. Er kam als Sechsjähriger nach Deutschland und besuchte in der Oberlausitz Schulen in Kleinwelka und Niesky. Am Theologischen Seminar im oberschlesischen Gnadenfeld vorgebildet, studierte er von 1899 bis 1901 an der Hochschule für Bildende Künste in Berlin. 1901/02 war er Zeichenlehrer in Niesky. Er war ab 1902 für gut drei Jahrzehnte Professor an der Kunstakademie Königsberg. Er malte oft auf der Kurischen Nehrung und brachte sich in die Künstlerkolonie Nidden ein. Als Sommergast wohnte er zur Miete in Purwin oder Preil. Er hinterließ zahlreiche Aquarelle von der Küste des Samlands und der Kurischen Nehrung. Erhaltene Skizzen lassen darauf schließen, dass es neben seinen Landschaften auch Motive aus Königsberg und viele Figuren- und Porträtbilder gab. Neben Heinrich Wolff war Wirth einer der bedeutenden Scherenschnittkünstler in Königsberg.
Nachdem die Rote Armee Königsberg im April 1945 erobert hatte, blieb Wirth in der ausgelöschten Stadt. 1946 floh er zur Herrnhuter Brüdergemeine in Neuwied. Verheiratet war er seit 1907 mit Edith geb. Sukkau (1881–1941). Ab 1921 war sie Zeichenlehrerin an der Ostpreußischen Mädchengewerbeschule. Aus der Ehe ging der Sohn Hans-Ulrich Wirth hervor. Dessen Frau war Margarete Wirth, die den nachmaligen Germanisten Uwe Wirth zur Welt brachte.

## Veröffentlichungen
- Heidelberger Skizzen [1937, 1938]. Husum 1995. ISBN 978-3-88042-735-8.

## Ausstellungen

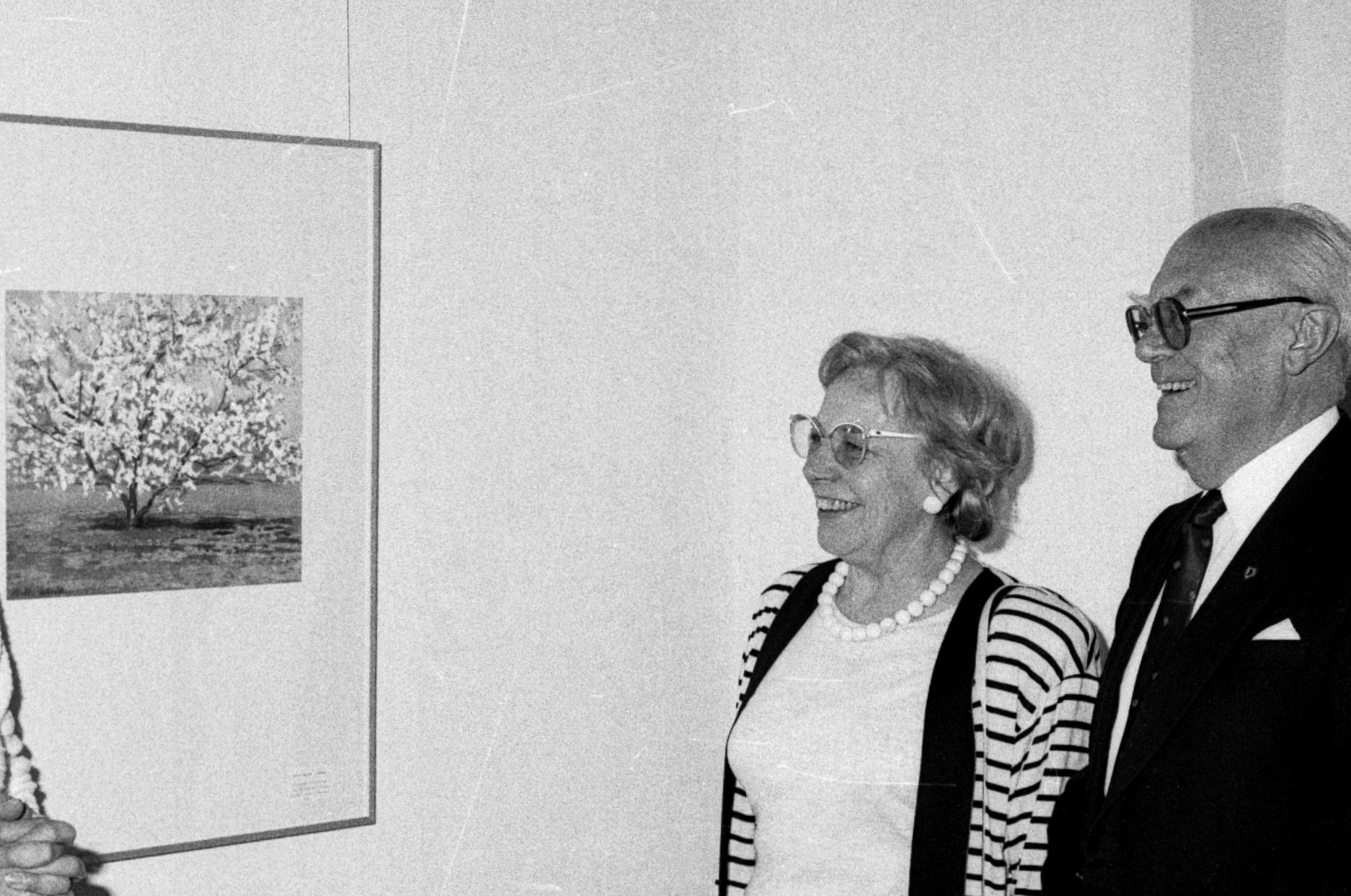
Ausstellungseröffnung am 16. Mai 1994 im Kulturzentrum Ostpreußen in Ellingen, mit Margarethe Wirth und Harry Poley

- 1994 – Edith und Hermann Wirth – ein Malerpaar aus Königsberg (Kulturzentrum Ostpreußen)
- 1999 – Edith und Hermann Wirth – Bäume, Blumen, Bauerngärten (Kulturzentrum Ostpreußen)[4]